# Stig Wennerström

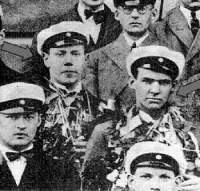
Stig Wennerström, i mitten till höger, vid studentexamen den 12 maj 1926 på trappan till Norra Real. Vid hans sida står Fredrik von Sydow

Stig Erik Constans Wennerström, född 22 augusti 1906 i Adolf Fredriks församling, Stockholm, död 22 mars 2006 i Enebyberg, Danderyds församling, Stockholms län, var en svensk landsförrädare och överste i flygvapnet, främst känd för sitt spionage för Sovjetunionen.
Wennerström spionerade för Sovjetunionens räkning från omkring 1948 och fram till 1963 då han greps. I häktet försökte han i oktober 1963 att begå självmord, men dömdes av Stockholms rådhusrätt i juni 1964 för grovt spioneri till livstids straffarbete och avsättning från tjänsten som överste i flygvapnet. Regeringen beslutade 1972 att omvandla straffet till 20 års fängelse och efter halva strafftiden frigavs Wennerström villkorligt i september 1974.

## Biografi

### Militär karriär och spioneri
Stig Wennerström var son till majoren Gustaf Wennerström och Ester Berggren. Han blev fänrik i flottan 1929 och genomgick därefter flygutbildning 1931–1932. Under utbildningen havererade Wennerström den 10 november 1931 med en SK 9 i närheten av Västerås efter att ha kolliderat med sin rote-etta under träning i formationsflygning. År 1936 blev han löjtnant i Flygvapnet, 1939 kapten och i december samma år gifte han sig med sin fästmö Ulla Margareta "Ulla-Greta" Carlsson (1919-2015). Han fortsatte att stiga i graderna och blev 1944 major, 1946 överstelöjtnant och 1951 överste. Wennerström var verksam vid Kungliga Sjökrigshögskolans (KSHS) stabskola 1936–1937, tjänstgjorde som arvprins Gustaf Adolfs adjutant 1938–1947 och var lärare vid Flygkrigshögskolan (FKHS) under åren 1946–1948.

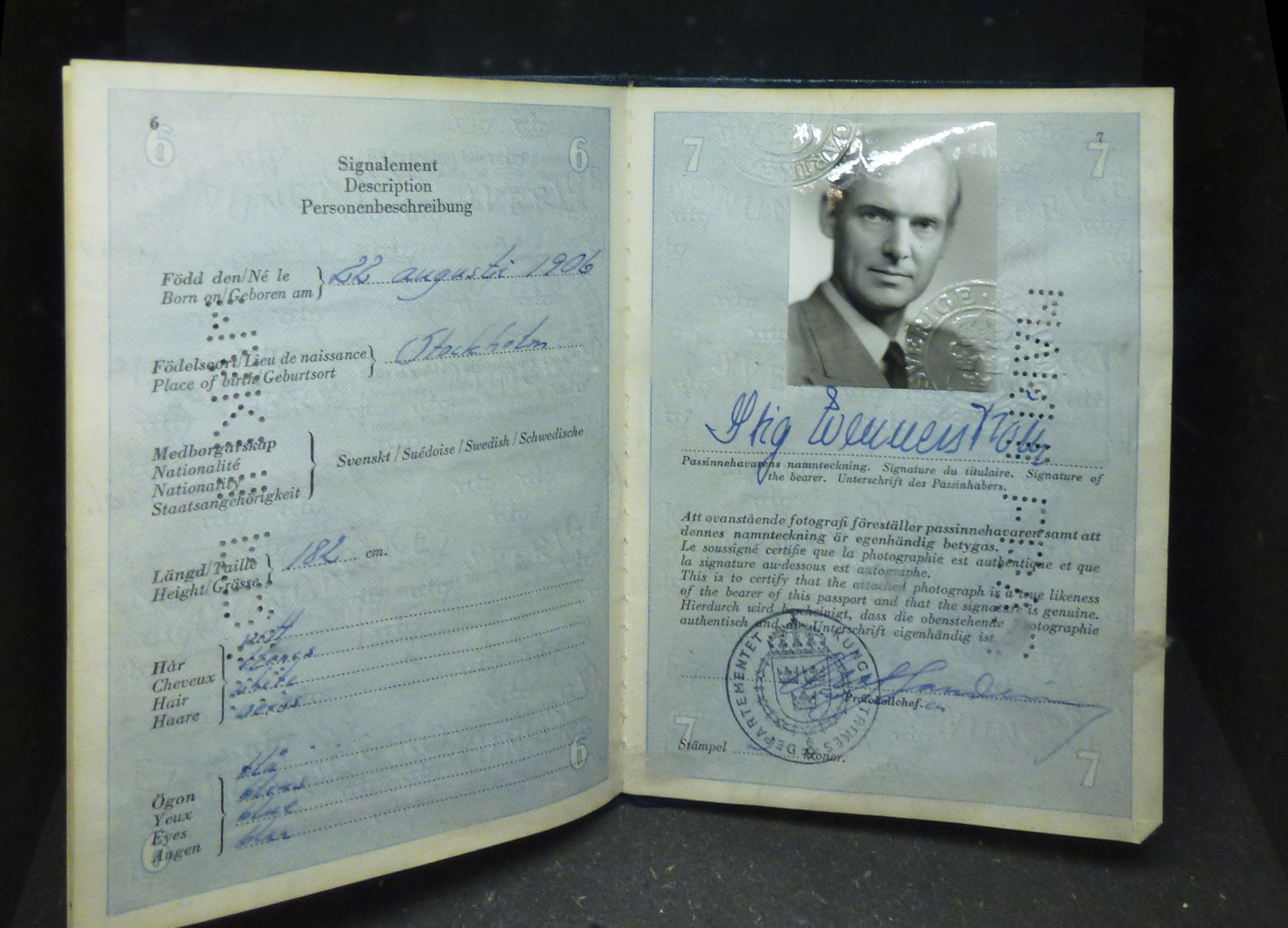
Stig Wennerströms pass.

I februari 1944 havererade Wennerström för andra gången, denna gång med en Saab 17 i trakten av Gällivare. Enligt signalisten Bengt Palmqvist meddelade inte Wennerström att planet skulle överges. Dock klarade sig båda två genom att i sista stund hoppa och rädda sig med fallskärm. Wennerström hamnade i en grantopp där han blev hängande upp och ner. I betygen Wennerström fick från flygstaben hösten 1948 stod att läsa "Knappast lämplig som fl.ch och Har höga tankar om sin egen förmåga."

### Militärattaché, divisionschef och skribent
Under andra världskriget var Wennerström flygattaché med sin tjänst förlagd i Moskva 1940–1941. Delar av vad han då möjligen lärde sig om Rysslands och Sovjetunionens flyghistoria kom på pränt i en bok han gav ut 1946, Röda vingar: det ryska flyget från tsartid till nutid. Wennerström var samtidigt flygmilitär medarbetare i Stockholms-Tidningen 1940–1948 och åren 1943 till 1946 var han divisionschef för 71:a divisionen (Gustav Röd), vid Skaraborgs flygflottilj (F 7) i Såtenäs. 
Han tjänstgjorde därefter åter som attaché i Moskva efter kriget, 1948–1952, och även i Washington 1952–1957. Detta gjorde honom användbar för den sovjetiska militära underrättelsetjänsten GRU, till vilka han rekryterades runt 1948. GRU ska ha fått upp ögonen för Wennerström redan 1934 då han besökte Riga för språkstudier i ryska. Under sin "spionkarriär" lämnade Wennerström bland annat ut så gott som hela det svenska försvarsupplägget under 1950-talet, likaså blev stora delar av Draken-projektet tillgängliga för Sovjetunionen. Från 1957 fram till gripandet 1963 arbetade Wennerström som sektionschef vid Försvarets kommandoexpedition. En avhoppad sovjetisk KGB-agent, Vladimir Petrov, varnade 1956 för det fanns två svenska Sovjet-agenter, en militär och en diplomat med täcknamnet Getingen. Militären Wennerström gick under kodnamnet Örnen - på ryska Orel - men någon diplomat med kodnamnet Getingen har inte avslöjats.
Wennerström hade åtminstone sedan slutet av 1940-talet arbetat som agent för den sovjetiska militära underrättelsetjänsten GRU och under hela denna tid fotograferat hemliga handlingar. Det innebar att hans spioneri sträckt sig över åtminstone tre befattningar: flygattaché i Moskva 1949-1952, flygattaché i Washington 1952–1957 och vid placering vid försvarsdepartementet och UD i Stockholm. Han avslöjade inte enbart svenska försvarshemligheter utan även amerikanska och brittiska vapensystem som svenska försvaret studerat eller inköpt. Han hade haft tillgång till underrättelseinformation och underrättelsesamverkan med USA och Storbritannien. Attachéerna betraktades som del av den militära underrättelsetjänsten och lydde under sektion II. 
Det har långt senare stått klart att Wennerström även avslöjade de svenska signalspaningsflygplanens verksamhet. Mycket talar för att Sovjetunionen 1952 sköt ner en svensk Tp 79:a över Östersjön efter det att Wennerström informerat om verksamheten med svensk signalspaning över Baltikum (den så kallade Catalinaaffären). Wennerström erkände officiellt aldrig detta, inte närmare än vid ett informellt samtal under en paus i de förhör som hölls med honom efter häktningen. På det så kallade "snackebandet" bekräftade Wennerström att han fört vidare information om det svenska samarbetet med USA i fråga om det som man uppfattat under spaningen mot den sovjetiska delen av Baltikum. Vid ett tillfälle hade Wennerströms sovjetiska kontakt då förklarat att "vi har väl inget annat val än att skjuta ner planet". Åtta svenskar fanns ombord när ett sovjetiskt jaktplan i juni 1952 sköt ner Tp 79:an.

### Wennerströmaffären

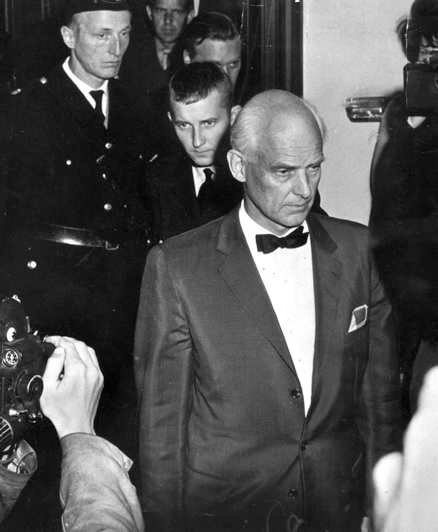
Wennerström då han häktades i Stockholms Rådhusrätt sommaren 1963.

Säpochefen P.G. Vinge har gett en utförlig beskrivning av fallet Wennerström i memoarerna Säpochef 1962–70. Här redogör han för att den svenska säkerhetstjänsten redan 1943 misstänkte att Wennerström arbetade för Tysklands räkning och att det 1947 fanns indikationer på att han hade ingående kontakter med Sovjetunionen, men att påtagliga bevis saknades. Senare har det fastslagits att Wennerström verkligen också tillhandahöll Nazityskland uppgifter innan Tyskland invaderade Sovjet.
I slutet av 1950-talet intensifierades spaningarna mot Wennerström och hans hemhjälp Carin Rosén värvades som agent för Säkerhetspolisen (Säpo). Under sin sista tid på fri fot var Wennerström expert i nedrustningsfrågor åt Alva Myrdal; enskilda statsråd var enligt Vinge underrättade om misstankarna redan 1959 och fick noggranna redogörelser om spaningsarbetet. Statsminister Tage Erlander sade dock efter gripandet att han inte blivit informerad om dessa misstankar mot Wennerström.

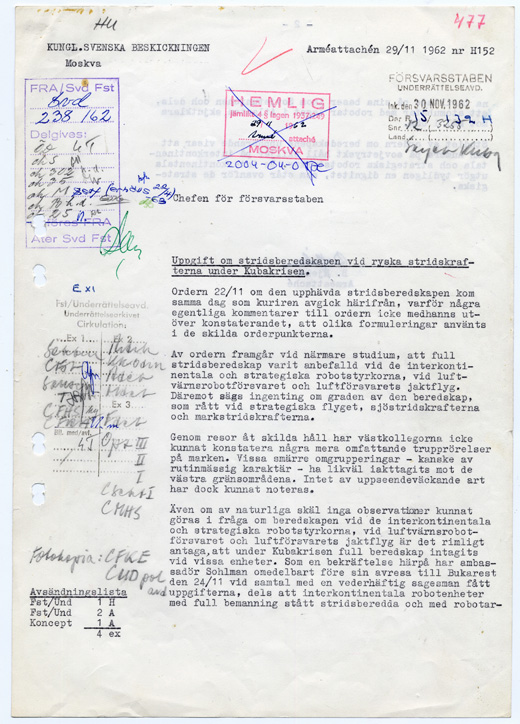
Rapport från Sveriges militärattache i Moskva 11 november 1962 angående de sovjetiska flygstridskrafterna.

I juni 1963 meddelade hemhjälpen Carin Rosén att hon hittat några filmrullar gömda på vinden i familjen Wennerströms hus. Filmerna visade sig innehålla hemliga handlingar och Wennerström greps några veckor senare, den 25 juni 1963, efter att statspolischef Georg Thulin gett order om hans gripande. Efter en segdragen process med att få honom att erkänna dömdes Wennerström den 12 juni 1964 av Stockholms rådhusrätt till livstids straffarbete och avsättning från tjänsten som överste i flygvapnets reserv. Han dömdes också att betala 490 350 kronor i skadestånd till kronan. Rådhusrätten beslutade vidare om förverkande av 15 000 kronor, som Wennerström erhållit av sin ryska kontakt dagen innan han greps, samt av kameror, en radiomottagare med mera som använts vid brottsligheten.
Wennerström ansökte vid upprepade tillfällen om nåd men fick avslag flera gånger, innan han lämnade in sin fjärde nådeansökan. Den 6 oktober 1972 beslutade Kungl. Maj:t i konselj att tidsbestämma livstidsstraffet till 20 års fängelse. Samtidigt förbehöll sig regeringen rätten att besluta om villkorlig frigivning, ett beslut som normalt skulle fattas av Kriminalvårdsnämnden. ÖB Stig Synnergren hade avstyrkt Wennerströms nådeansökan. I praktiken, med dåvarande lag om villkorlig frigivning, innebar regeringens beslut att han kunde friges efter halva strafftiden, det vill säga tidigast 1974. Så skedde också, då regeringen vid konseljen den 6 september 1974 beslutade att Wennerström skulle få villkorlig frigivning.

Efter gripandet blev Wennerströmaffären mycket uppmärksammad i media. Regeringen beslutade att utreda ärendet och tillsatte två organ enbart för detta ändamål, en juristkommission och en parlamentarisk nämnd. Utredningarna är publicerade i SOU:erna 1964:15, 1964:17 och 1968:4. Juristkommissionen menade att det på grund av Wennerströms kompetens och placering var mer förvånande att han kunde avslöjas än att spioneriet kunnat fortgå. Säpos och regeringen Erlanders hantering av frågan väckte också en politisk debatt i riksdagen, vilket ledde till att Konstitutionsutskottet (KU) granskade regeringens utnämning av Wennerström till UD-tjänst. Ledamöterna av KU kunde inte nå majoritet om ett beslut, men genom lottning friades försvarsminister Sven Andersson. Dock fick Östen Undén genom samma förfarande en KU-anmärkning. Prickningen av Undén ogillades emellertid av både Första kammaren och Andra kammaren, vilket innebar att riksdagen bröt mot rådande praxis när prickningen utfärdades.
Wennerström skrev sina memoarer under senare delen av fängelsetiden (Från början till slutet, Bonniers 1972). Han motiverade sitt agerande med att han därmed hade kunnat upprätthålla terrorbalansen i världen och således i praktiken verkat för fred. Wennerström vägrade konsekvent att efter sin frigivning ge några intervjuer eller ens kommentarer. Han levde istället ett tillbakadraget liv i ytterligare 32 år, hela tiden med hustrun Ulla-Greta vid sin sida, innan han 2006 avled i en ålder av 99 år.

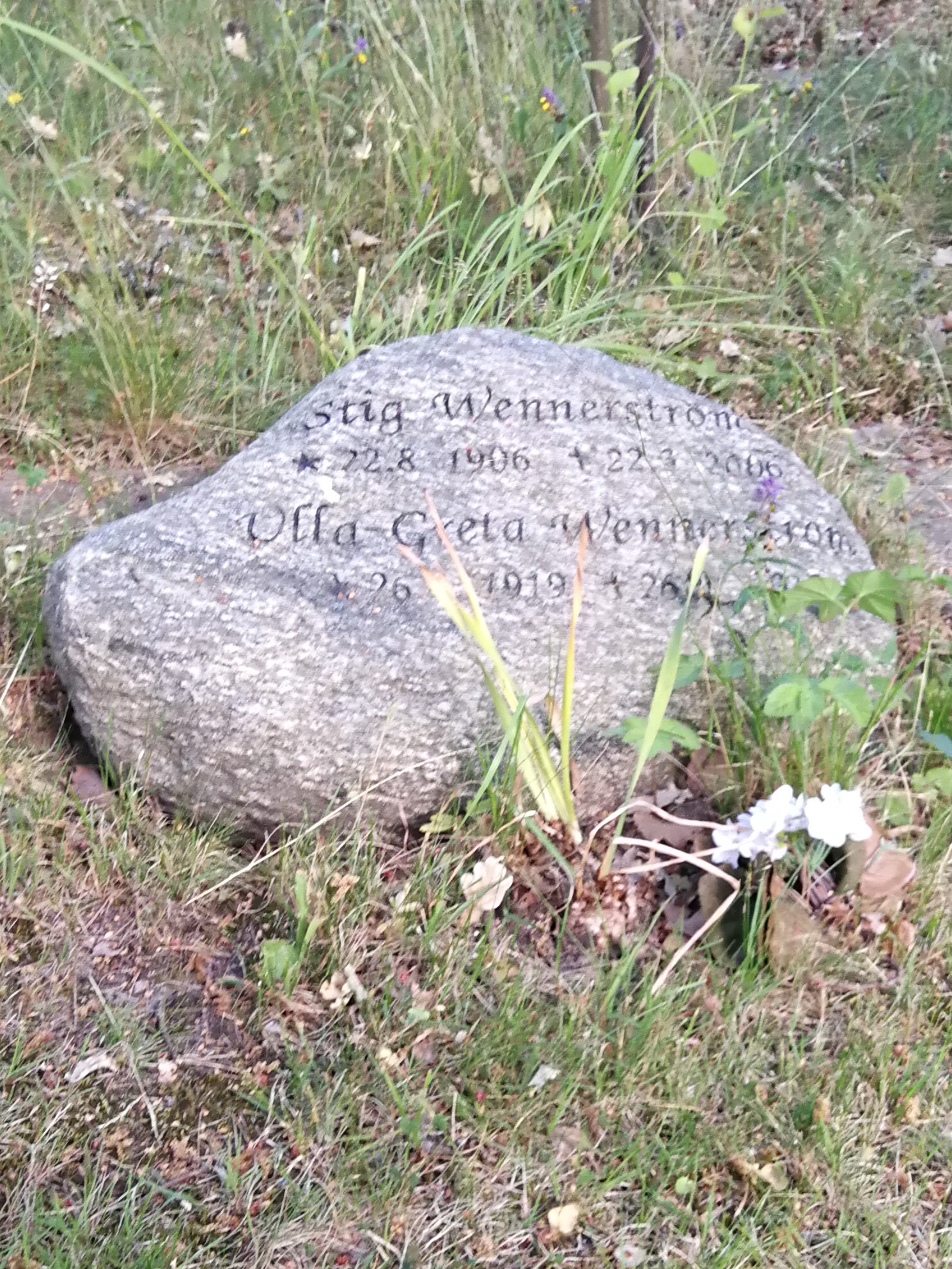
Ulla-Greta och Stig Wennerströms gravsten på begravningsplatsen i Djursholm.

## Militär karriär
Wennerström blev fänrik i flottan 1929 och blev 1933 löjtnant i flygvapnet, där han 1939 utsågs till kapten och 1944 till major, 1946 överstelöjtnant och 1951 överste. År 1944 hoppade han med fallskärm från en B 17 och blev därmed medlem i Caterpillarklubben.
Åren 1949–1952 var han flygattaché vid den svenska ambassaden i Moskva och 1952–1957 flygattaché vid den svenska ambassaden i Washington. Åren 1957–1961 arbetade han vid försvarets kommandoexpedition och 1961–1962 vid UD.
År 1964 dömdes han för grovt spioneri för främmande makt och avsattes som överste i flygvapnet.

## Utmärkelser
- Riddare av Svärdsorden (RSO, 1946)[1], utesluten ur orden vid extra ordenskapitel den 21 september 1964.[28]
- Riddare av Vasaorden (RVO, 1954)[1], utesluten ur orden vid extra ordenskapitel den 21 september 1964.[28]
- Officer av Amerikanska Legion of Merit (OffAmLegMer)[1]
- Minnestecken med anledning av Konung Gustaf V:s 90-årsdag (GVrsJmtll)[1]
- Franska luftstridskrafternas flygmärke (FrLstrm)[1]
- Mexikanska luftstridskrafternas flygmärke (MexLstrm)[1]